# Vladimir Gadon
Pour les articles homonymes, voir Gadon.
Vladimir Denis Gadon, né le 9 octobre 1775 à Seda (Lituanie) et mort le 9 août 1842 à Nancy, est un homme politique lituanien et insurgé de la révolution du 29 novembre 1830.

## Biographie
Il est le fils d'Antoine Gadon et de Sybille Butler. Il est fréquente l'école de Koje, puis l'université de Wilno.
En 1791 il soutient Tadeusz Kościuszko.
En 1805, il accepte l'emploi de juge au tribunal supérieur du gouvernement de Wilno.
En 1808 il est nommé Maréchal de la noblesse du district de Telšiai, puis nonce à la diète de Varsovie mais la retraite française consécutive à la guerre de 1812 voit les Russes punir et persécuter Gadon.
En 1824, il est nommé aux fonctions d'inspecteur honoraire des écoles, dans le district de Šiauliai.
Lors de l'insurrection en Samogitie, Gadon est élu président du gouvernement provisoire du district de Telsze où il organise l'administration civile, mais aussi militaire. Cette dernière incombe au chef Jacewicz qui doit s'emparer du port de Polonga et plus largement du littoral de la Baltique.
Les fonderies de canons sont établies à Varniai et la manufacture de poudre à Jadwoynie.
Le 3 avril 1831, il annonce au gouvernement de Pologne l'insurrection de la Lituanie.
Après la défaire de l'insurrection lituano-polonaise, il part en exil en France en accompagnant les compatriotes qui fuient la répression russe.
Il meurt à son domicile de Nancy, le 9 août 1842. Il était l'époux de Thècle de Szukszta.

## Distinction
- Chevalier de la croix militaire de Pologne